# Bathurst Inlet, Nunavut

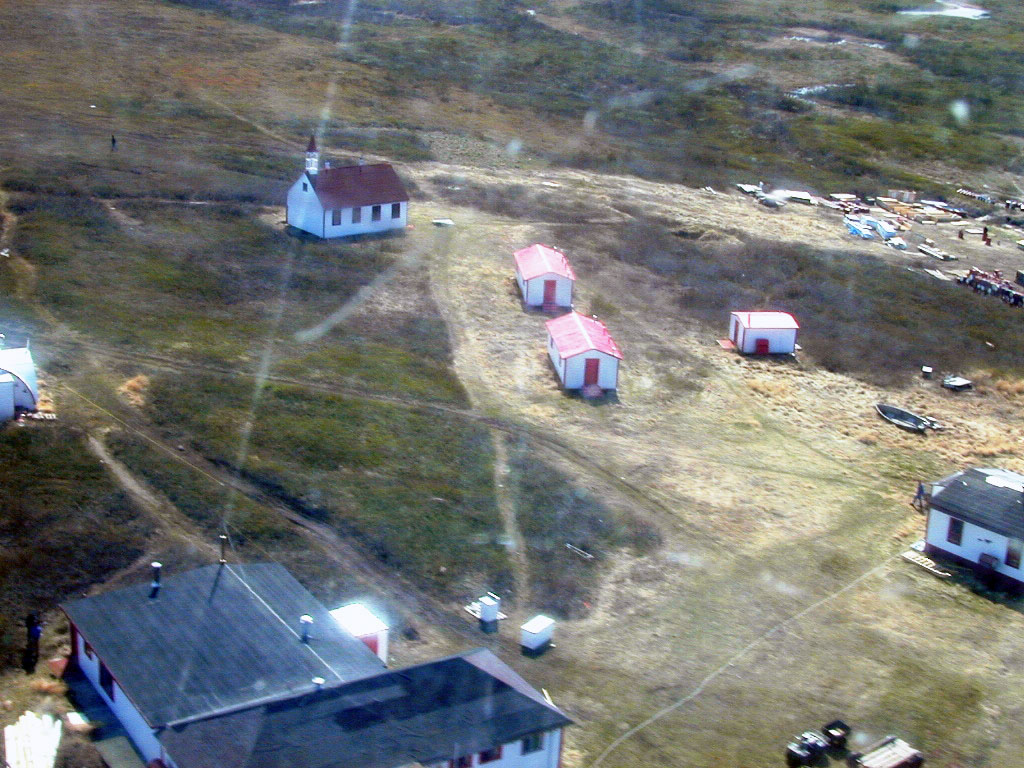
Vista aérea de Bathurst Inlet

Bathhurst Inlet, (Inuinnaqtun: Qingaun or Qingaut)é um pequeno povoado localizado em Bathurst Inlet (enseada de Bathurst),região de Kitikmeot,Nunavut,Canadá. De acordo com o censo de 2006, sua população era 0, se opondo ao censo de 2001 que acusava 5 habitantes. 
O nome inuit para o povoado é Kingaun (velha ortografia) ou Qingaut que significa montanha com nariz.
O gentílico é Kingaunmiut. 
Os primeiros europeus a visitar a região foi em 1821, durante a expedição de John Franklin. 